# Sankta Margrethe
Sankta Margrethe var en dansk, ikke af paven helgenkåret, helgeninde fra Hvide-slægten.
Den 25. oktober 1176 blev Margrethe fundet hængt fra loftbjælken i hendes og hendes mands stormanden Herloghs hus i Højelse. Det var åbenbart et selvmord, og Margrethe blev begravet på standen. Kort efter skete der undere ved hendes grav.
Biskop Absalon i Roskilde stævnede hendes mand. Overfor for Absalon bekendte han, at han havde dræbt sin hustru. Biskop Absalon udvirkede, at han betalte sonebod.
Liget blev ført til Roskilde Domkirke. Translationen fandt sted 19.juli 1177 og blev foretaget af biskop Absalon.
På gravstedet blev der opført et kapel. I et pavebrev fra 1257 stadfæstede pave Alexander 4. en række gaver til Roskilde Frue Kloster: ”tilligemed tredjedelen af de gaver, der frembæres til den hellige Margretes Grav ved havet”.